# Парафія Святого Антонія (Монтсеррат)

Парафії Монтсеррату: Святий Антоній зображений блакитним кольором.

Парафія Святого Антонія — один із трьох адміністративних парафій Монтсеррату, що розташована на півдні острова.

## Історія
До 1995 року парафія була густонаселеною, а столиця, Плімут, розташовувалася на західному узбережжі.
Вулкан Суфрієр-Гіллз залишався неактивним до 18 липня 1995 року, коли виверження призвело до знищення всієї парафії та сусідньої парафії Святого Георгія. Багато міст і сіл парафій, включаючи Плімут, стали містами-привидами.